# Karmester

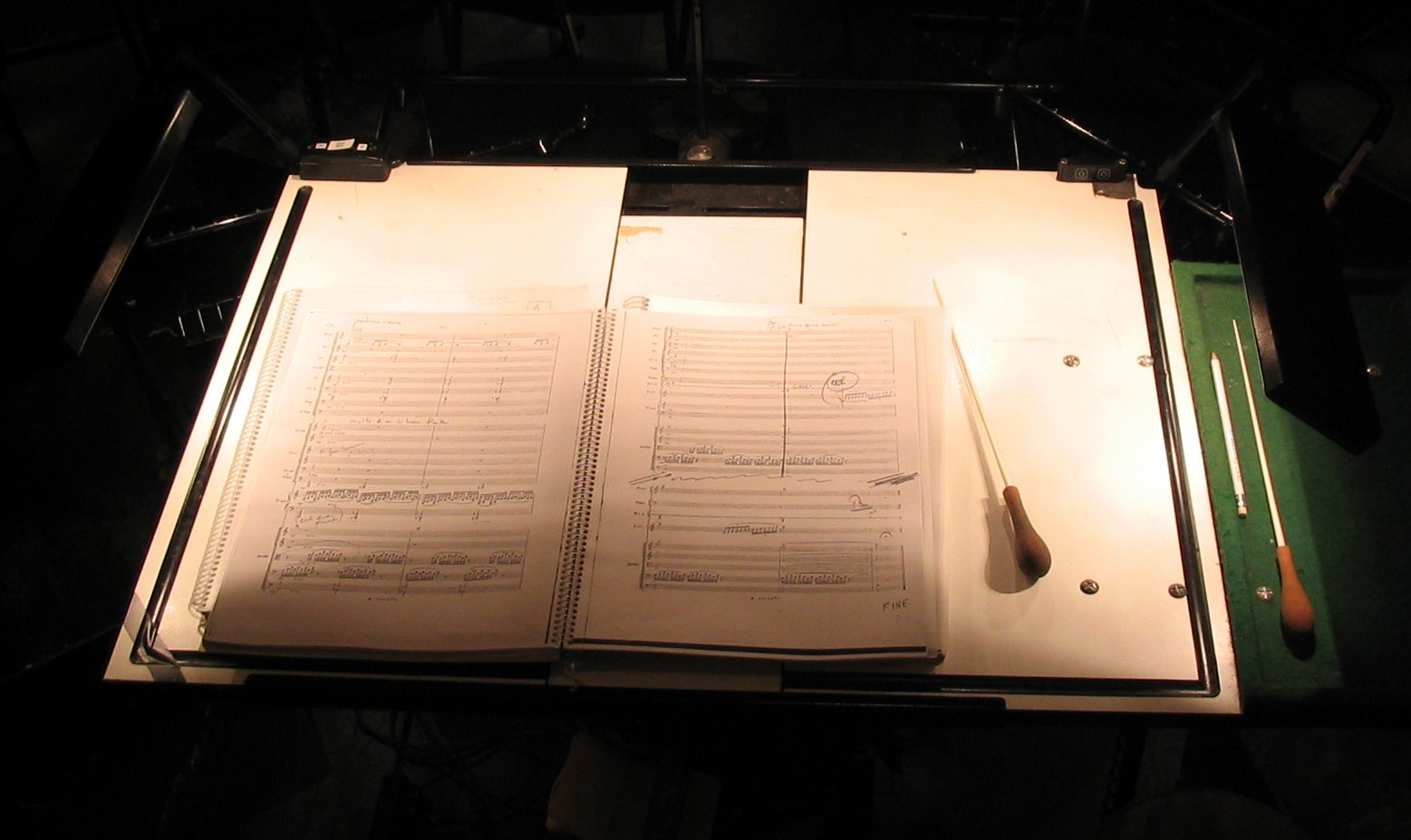
Karmesteri állvány kottával és pálcával, kivilágítva

A karmester előadóművész; a nagyobb zenei együttesek vezetője, mind a próbákon, mind az előadásokon. A zenekar összjátékát kézmozdulatok jelrendszere segítségével irányítja.
Napjaink karmesterének munkáját három részfeladatra szokás osztani:
- Ő határozza meg a próbákon és az előadásokon azt a tempót, melyhez minden muzsikus alkalmazkodik – ez az együttes játék legfontosabb alappillére.
- Ő az, aki előadói kérdésekben döntéseket hoz, azaz meghatározza, hogy az eljátszandó műnek milyen karaktere legyen, mit fejezzen ki, és egyes részletei hogyan kapcsolódjanak egymáshoz. Döntéseinek összességét nevezzük művészi interpretációnak. Az általa kijelölt cél érdekében művészi elképzeléseit végigviszi a próbákon és a koncerten.
- Egy modern karmester részt vesz a zenekar körüli irányítási, adminisztratív feladatok ellátásában is. A modern karmesteri munka ezáltal kiegészül egyéb feladatokkal is, amit a művészeti vezető, zeneigazgató, vezető karmester, másodkarmester és egyéb címek jelölhetnek.

Karnagynak nevezzük az énekkar vezetőjét, irányítóját, aki a zenekart irányító karmesterhez hasonló feladatokat végez.

## Kialakulása
A mai karmesterség a 19. század folyamán alakult ki. Előzményének tekinthetjük az énekmesterek, karvezetők (kapellmeisterek) tempót diktáló kézjelzéseit (15–16. század), vagy a későbbi századokban a zenekarvezetők munkáját, akik leggyakrabban valamilyen billentyűs hangszer (csembaló, orgona, zongora) mellől, vagy első hegedűsként irányítottak (17–18. század). Nevezetes dátuma a karmesterek történetének 1820, amikor Louis Spohr pálcát vett kezébe – ez egyébként egy hegedű vonója volt – és azzal „ütötte” a taktust. A következő években rendkívül gyorsan fejlődött ez a szakma. Az, hogy szükség van egy olyan emberre, aki kizárólag a zenekar irányításával foglalkozik, (azaz nem valamilyen hangszer mellől tartja egyben az előadást) több tényező együttes megjelenésének köszönhető:
- A zenekarok létszáma megnőtt, az ekkoriban komponált zenekari művek – melyek elsősorban Ludwig van Beethoven szimfóniáinak példáját követték – bonyolultabbá, összetettebbé váltak.
- Az Európa-szerte utazó virtuózok, mint Niccolò Paganini vagy Liszt Ferenc, igen magas művészi és technikai színvonalon muzsikáltak, mely a közönség részéről olyan elvárást teremtett, melynek megfelelni a régi együttes muzsikálási hagyomány szellemében már nem lehetett.
- A közönség azt is elvárta, hogy egy-egy koncert köthető legyen egy személyhez, akit dicsérni vagy szidni lehetett. Igen sokáig a karmesterek egyben zeneszerzők is voltak: Felix Mendelssohn, Hector Berlioz, Richard Wagner. Utóbbi kettő írásban is kifejtette vezényléssel kapcsolatos elképzeléseit.
- Nagyon jelentős volt Liszt Ferenc karmesteri működése is. Fokozatosan vált a vezénylés önálló zeneművészeti alkotó tevékenységgé. A 19. század végén vezénylő karmesterek már nagyon hasonlóak voltak mai kollégáikhoz.

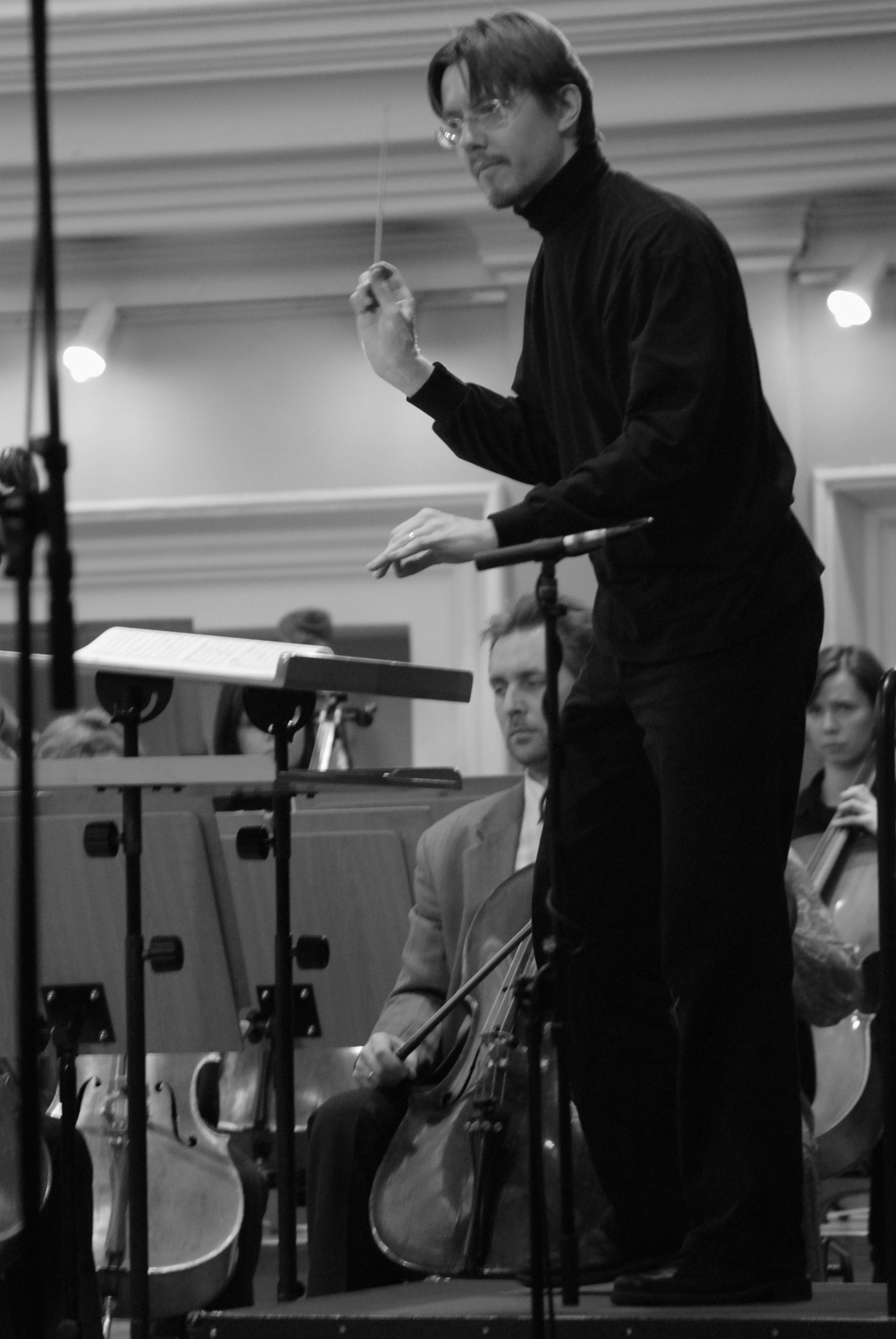
Sasha Mäkilä finn karmester

## A karmester feladata
A vezénylés a két kéz egymást kiegészítő, közös munkája.
A jobb kézben van a pálca, ez határozza meg a tempót és ritmus alapkarakterét, metrumát. A bal kéz rajzolja meg a zenei vonalakat, a dallamíveket, a játék intenzitást, jelzi a belépés pillanatát, a fokozást, erősítést, halkítást, gyengítést. A pálca szerepe elsősorban az, hogy a kéz mozdulatait világossá tegye és megnövelje. Lehet egészen hosszú (60 cm), de van aki egyáltalán nem használta vagy használja (mint például Pierre Boulez, Leopold Stokowski, Dimitri Mitropoulos). Mitropoulos egy alkalommal így fogalmazott: „Hiszem, hogy a kezek kommunikációja híven kifejezi azt, amit érzek. Azt gondolom, pusztán a kezeimmel jobban ki tudom magam fejezni. A kéz gesztusai eljutnak a zenészhez, mivel közvetlenül a lelkét érinti meg.”
Egy-egy előadás kidolgozottsága a próbamunkától függ. Vannak végtelenül sokat próbáló karmesterek (mint Mengelberg vagy Celibidache), van, aki az előadásra tartalékolja energiáit. A próbán követett stratégia is sokféle lehet. Van, aki végigjátssza a teljes darabot, és utólag visszatér a javítandó helyekhez, más, amint problémát érzékel, leállítja a zenélést, és a zenekar újra kezdi az adott helytől. Van, aki teljesen kidolgozott elképzeléssel érkezik meg az első próbára, és van, aki hagyja folyamatosan alakulni a hangzást és a műről alkotott elképzelését. Bármilyen módszerrel folyik a próba, alapvető fontosságú, hogy a karmester alapos, elemző módon ismerje a partitúrát, az adott zeneszerző és a kor stílusát. Ismernie kell valamennyi zenekari hangszer tulajdonságát, játékmódját és e játékmód alapvető szakkifejezéseit, hogy elképzeléseit az egyes hangszeresekkel meg tudja értetni.
A karmesterség a mai napig őrzi azt a tulajdonságát, mely elsősorban a közönség elvárásainak megfelelve alakult ki. Ez mára kiegészült azzal, hogy a koncerten a vezénylés már nemcsak a zenekarnak szól, hanem a közönségnek is. A mozdulatok koreográfiája felhívhatja egyes részletekre a közönség figyelmét, segít azonosulni a zeneművek érzelmi töltésével, egyfajta színpadi látvány, ami megkönnyíti a kapcsolatteremtést a passzív hallgatóság, valamint a zenekar és az elhangzó mű között.

## Lásd még
- Karmesterek listája